# Distretto di Sarhua
Il distretto di Sarhua è un distretto del Perù che appartiene geograficamente e politicamente alla provincia di Víctor Fajardo nella regione di Ayacucho. È ubicato a sudest della capitale peruviana.

## Capoluogo e data di fondazione
Sarhua - Distretto fondato il 14 novembre del 1910
Sindaco (alcalde) (2007-2010): Rómulo Demetrio Carhuapoma Huamaní.

## Superficie e Popolazione
- 524,94 km²
- 5 081 abitanti (inei2005) di cui il 49% sono donne e il 51% uomini

## Distretti confinanti
Confina a nord con il distretto di Totos (provincia di Cangallo); a sud con il distretto di Santiago de Lucanamarca (provincia di Huancasancos); a est con il distretto di Huamanquiquia; e a ovest con il distretto di Vilcanchos.